# Ørken-banditterne
Ørken-banditterne (originaltitel Fast and Fearless) er en amerikansk stumfilm fra 1924 af Richard Thorpe.

## Medvirkende
- Jay Wilsey som Bill Lewis
- Jean Arthur som Mary Brown
- William H. Turner som Brown
- George Magrill som Pedro Gómez
- Julian Rivero som Duerta
- Emily Barrye som Blanca
- Kewpie King som Fatty Doolittle
- Steve Clemente som Gonzales
- Victor Allen som Hawkins